# Летерье, Франсуа
Франсуа Летерье (фр. François Leterrier; 26 мая 1929, Марньи-ле-Компьень, Франция — 4 декабря 2020, Париж) — французский актёр и кинорежиссёр.

## Биография
Изучал философию. Военную службу проходил в Марокко. Был приглашён Робером Брессоном в фильм «Приговорённый к смерти бежал, или Дух веет, где хочет» на роль участника Сопротивления, осуждённого в годы второй мировой войны на смертную казнь и совершившего побег из тюрьмы Монлюк. До того, как снять свой первый фильм по роману Роже Вайяна «Les Mauvais Coups», Летерье работал помощником режиссёров Луи Маля, Этьена Перье и Ива Аллегре. Несмотря на то, что его фильмы были дважды удостоены Grand Prix du cinéma français, они были неудачны с коммерческой точки зрения. После 1975 года режиссёр сосредоточился на работе для телевидения.
Отец режиссёра Луи Летерье.

## Фильмография

### Актёр
- 1956 — «Приговорённый к смерти бежал или Дух веет, где хочет» / Un condamné à mort s’est échappé ou Le vent souf — Фонтен
- 1974 — «Стависки» / Stavisky — Андре Мальро

### Режиссёр
- 1961: «Удары судьбы» / Les Mauvais Coups
- 1963: «Король без развлечений» / Un roi sans divertissement
- 1965: La Guêp (ТВ)
- 1969: La Chasse royale
- 1973: Projection privée
- 1976: Milady (ТВ)
- 1977: Прощай, Эммануэль
- 1978: Va voir maman, papa travaille
- 1979: Pierrot mon ami (ТВ)
- 1980: Je vais craquer
- 1981: Le Voleur d’enfants (ТВ)
- 1981: Quand tu seras débloqué, fais-moi signe! (Les Babas Cool)
- 1984: Le Garde du corps
- 1985 «Сцены из жизни» / Tranches de vie
- 1986: Le Cœur du voyage (ТВ)
- 1987: «Остров» / L'Île (ТВ, мыльная опера)
- 1989: Imogène (телесериал) (эпизоды Ne vous fâchez pas, Imogène, Imogène est de retour и Encore vous, Imogène)
- 1991: Le Fils du Mékong
- 1993: Les Disparus de Reillanne] (ТВ)
- 1993: Clovis (телесериал) (эпизод La Vengeance du clown)